# Таксиархис (дем Полигирос)
Вижте пояснителната страница за други значения на Таксиархис.
Таксиархис или Луково (на гръцки: Ταξιάρχης, до 1927 Λούκοβη, Лукови или Λυκόβη, Ликови, до 1928 Ιερόκαστρο, Йерокастро
) е село в Егейска Македония, Гърция, част от дем Полигирос в административна област Централна Македония. 

## География
Таксиархис е разположено в центъра на Халкидическия полуостров в западната част на планината Холомонда на 10 километра източно от Полигирос.

## История

### В Османската империя
Църквата в селото „Свети Теодор Тирон“ датира от XVIII – XIX век и е обявена за защитен паметник на културата.
Александър Синве („Les Grecs de l’Empire Ottoman. Etude Statistique et Ethnographique“) в 1878 година пише, че в Локови (Lokovi), Касандрийска епархия, живеят 600 гърци. Към 1900 година според статистиката на Васил Кънчов („Македония. Етнография и статистика“) в Луково (Лукивитъ) живеят 830 жители гърци християни.
По данни на секретаря на Българската екзархия Димитър Мишев („La Macédoine et sa Population Chrétienne“) в 1905 година в Луково Луковит (Loukovo Loukovit) има 660 гърци.

### В Гърция
В 1912 година, по време на Балканската война, в Луково влизат гръцки части и след Междусъюзническата война в 1913 година остава в Гърция. В 1927 година селото е прекръстено на Йерокастро, в превод Свещена крепост, но на следната 1928 година е сменено отново на Таксиархис.
| Име        | Име         | Ново име | Ново име | Описание                         |
| ---------- | ----------- | -------- | -------- | -------------------------------- |
| Бакрач     | Μπακράτση   | Ватисма  | Βάθισμα  |                                  |
| Дурханли   | Ντουράχανη  | Митеро   | Μυτερό   | възвишение на ССИ от Таксиархис  |
| Църнитавос | Τσαρνίταβος | Митиса   | Μυτίτσα  | връх на СИ от Таксиархис (921 m) |
| Махмути    | Μαχμούτη    | Профитис | Προφήτης | възвишение на СИ от Таксиархис   |

## Личности
Родени в Таксиархис
- Йоанис Иконому Папапавлу (1875 – 1909), гръцки революционер, деец на Гръцката въоръжена пропаганда в Македония
- Йоанис Парлярис, гръцки революционер, деец на Гръцката въоръжена пропаганда в Македония